# 熊本市交通局1080形電車
熊本市交通局1080形電車（くまもとしこうつうきょく1080がたでんしゃ）は、熊本市交通局（熊本市電）に在籍する路面電車車両である。1954年（昭和29年）に180形として導入され、ワンマン運転対応改造の際に1080形に改められた。

## 概要
180形、後の1080形は、熊本市交通局が1954年（昭和29年）に導入した車両である。導入数は7両 (181 - 187)。メーカーは184・185号の2両が東洋工機、他の5両が新木南車輌で、181・182号の2両は4月、183号以降の5両は9月に製造された。1949年（昭和24年）導入の120形から数えて熊本市電では6形式目となるボギー車であり、この導入でボギー車は計27両となった。
熊本市電におけるワンマン運転の拡大に伴い、1967年（昭和42年）から翌年にかけてワンマンカー改造工事が順次施工された。施工に際し190形（→1090形）同様に原番号に900を加えた1080形となった（180形181 - 187 → 1080形1081 - 1087）。
1970年代前半にかけて実施された路線縮小（2系統（現A系統）と3系統（現B系統）以外の路線廃止）後も全車残存したが、1977年（昭和52年）に2両 (1086・1087) が廃車された。それ以外の5両については1979年（昭和54年）から翌年にかけて冷房化改造が施工された。その後は冷房車についても廃車が進行し、1993年（平成5年）に1両 (1084)、2001年（平成13年）に2両 (1082・1083) がそれぞれ廃車となり、2018年4月1日現在の在籍は2両 (1081・1085) のみである。

## 構造

### 車体

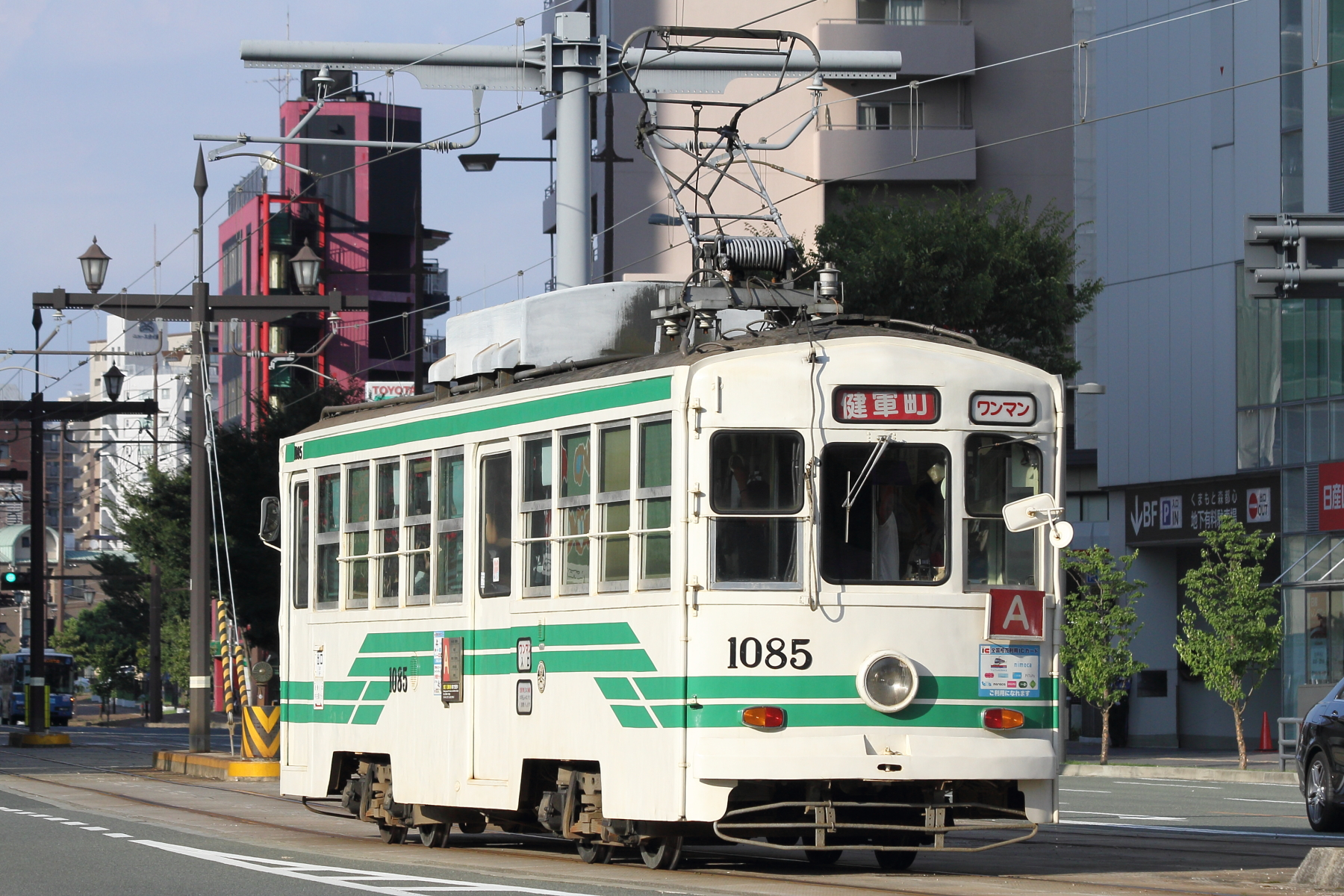
1085号（2016年）

1080形は半鋼製・低床構造のボギー車である。全長は12.0メートル、最大幅は2.3016メートル、高さは車体高さ3.142メートル・パンタグラフ折畳み高さ3.805メートル。自重は15.3トン、冷暖房設置後は16.4トンである。車体塗装については下記#車体塗装の変遷にて別途記す。

#### 車体前面
車体前面（妻面）は、中央に幅広の大型窓を配する3枚窓のスタイルである。窓の上下にウィンドウシル・ウィンドウヘッダーを設ける（側面も同様）。
前面窓は原型では下降窓（落とし窓）であった。本形式以前の車両と同形式で元来は集電用トロリーポールの操作のためのものであるが、順次188・190形や200形に倣った上部固定・下部上昇式の2段窓に改修された。なお本形式では、中央窓下部の横長の可動部分は押し出し式に開いた。この中央窓については、1999年時点では在籍する4両のうち1082号を除いて固定一枚窓になっているのが確認できる。
前照灯は窓下中央部に配置。尾灯については原型では前照灯の正面から見て左横に取り付けられていたが、ワンマンカー改造の際に前照灯両脇の2か所設置に改められた。この尾灯は停止灯と一体となったもので、改造当時に広く利用されていたバス用尾灯・方向指示器の部品を転用したものである。方向幕は新造時より中央窓上に配置する。原型では方向幕両脇に通風口があった。

#### 車体側面
側面の客室扉は片側2か所ずつ、計4か所に設置。配置は左右非対称（点対称）で、進行方向に向かって左側では車体前方と中央部後寄り、右側では中央部前寄りと後方になる。熊本市電では標準のドア配置であり、ワンマン運転時は中扉が乗車口、前扉が降車口となる（後乗り前降り）。扉は引き戸で、幅は前後の扉が82.5センチメートル、中央の扉が109.0センチメートル。このドア配置は本形式で初めて採用されたもので、120形から160形（→1060形）までの3扉車や、一つ前の170形（→長崎電気軌道600形）で採用された車体の前後に配置する形の2扉車とも異なるが、本形式以降、熊本市電の標準ドア配置となった。
側面窓はドア間に5枚ずつ、その反対側に4枚ずつの配置である（側面窓配置＝D5D4）。窓は上下に分かれた二段窓で、上段固定だが下部が上に開く。

#### 車内
客室は最大幅2.03メートル、長さ9.84メートルである。
車内の座席は左右ともロングシートで、扉間に長さ3.70メートルの座席を、その反対側に長さ2.85メートルの座席を配置する。車内照明は新造時白熱灯を使用していたが、ワンマンカー改造の際に蛍光灯へと変更された。
定員は元は座席28人・立席42人の計70人であったが、ワンマンカーへの改造で座席32人・立席40人の計72人となり、さらに1978年（昭和53年）6月の定員変更で座席32人・立席37人の計69人に減少した。

### 主要機器

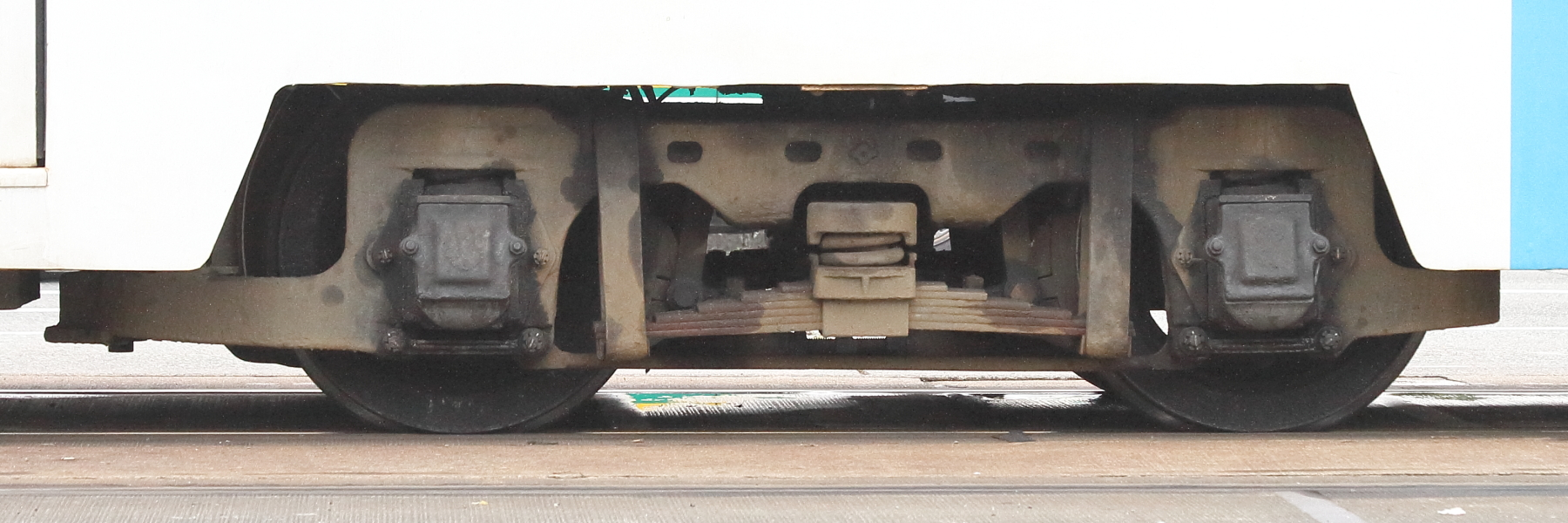
1085号の住友金属工業製台車
写真左手が運転台側

台車は1081 - 1085号の5両が住友金属工業製台車、1086・1087号の2両が日立製作所製台車を履く。2両のみ台車が異なるのは、住友製台車の製造が間に合わず納入を公募したため。どちらも枕ばねに板ばね・コイルばねを用い、軸箱支持方式には軸ばね式を採用、軸距1,400ミリメートル、車輪径660ミリメートルと要目は同一である。
主電動機は出力38キロワットのSS-50形を1両につき2基設置する。この電動機は当時の標準軌路面電車用標準電動機（直流直巻電動機）で、その主要諸元は電圧600ボルト・電流73アンペア・回転数820rpmである。メーカーは1081 - 1085号が東洋電機製造、1086・1087号は台車とセットでの納入のため日立製作所。歯車比は59:14で、駆動は吊り掛け駆動方式による。
制御器は東洋電機製造製の直接制御器DB1-K4形を設置。制御方式は直並列組合せ制御であり、制御器のノッチは直列4ノッチ・並列4ノッチ・電制7ノッチとなっている。ブレーキ装置は日本エヤーブレーキ製のSM3直通ブレーキを搭載する。ブレーキ弁はごく一般的なPV-3形を用いる。
これらの主電動機・制御器・ブレーキ装置の仕様は本形式を含む、1950年導入の1050形から1350形に至るまでの各形式で共通する。
集電装置は原型ではビューゲルを使用したが、ワンマンカー改造の際にZ型パンタグラフへと変更された。

## 改造

### ワンマンカー改造
熊本市電では、1966年（昭和41年）2月より1000形（旧・大阪市電901形）を用いてワンマン運転が開始された。以後、1000形に準ずるワンマンカーへの改造工事が既存車両に対して進められ、本形式では1967年（昭和42年）9月から翌1968年（昭和43年）2月にかけて順次施行された。改造後は旧番号に900を足した番号へと変更された（180形181 - 187 → 1080形1081 - 1087）。
在来車に対するワンマンカー改造は交通局で施工されたものと北九州の九州車輌で施工されたものがあるが、本形式は全車九州車輌で施工された。改造内容は尾灯の変更、ワイパー・可動式バックミラー取り付け、集電装置の取り替えのほか、前面のワンマン表示窓設置、側面の入口・出口表示やスピーカーの設置、車体塗装変更、車内の降車合図ボタン設置などである。運賃箱は施工前の1966年8月に当時在籍の全車両に取り付けられていた。ワンマン運転方式は料金後払い制の後乗り・前降り方式。加えて1976年（昭和51年）10月の運賃改定で運賃制度が均一制から対距離区間制に改められ、整理券方式が採用された（その後2007年10月に均一運賃制に復帰）。この対距離運賃制時代には車内に整理券発行器や運賃表示器が備えられていた。

### 冷暖房設置改造
熊本市電では利用客の減少から3度にわたって路線が廃止され、一時は全廃計画まで立てられたが、一転して存続が決まると利用促進に向けた積極投資が続けられた。その代表的なものが冷房化であり、1978年（昭和53年）から1980年（昭和55年）までの3年間でほとんどの車両に冷房装置が搭載された。
一般的な鉄道車両の冷房装置は交流電源のモーターを使用するため直流の架線電源を交流に変換する補助電源装置を必要とするが、路面電車車両の場合には設置スペースや重量の増加、あるいは価格の面で問題があるため、熊本市電では富士電機へ開発を依頼し、同社が新開発した架線電源直流600ボルトで稼働する冷房装置を設置することとなった。本形式に対する冷房化は、当時在籍していた5両を対象に1979年（昭和54年）または翌1980年に施工。5両ともFAD2225-2形集中式冷房装置（冷房能力2万5,000キロカロリー毎時）が設置されている。
冷房に続き熊本市電では1979年1月以降、座席下に電熱式暖房装置を設置する車両も順次登場したが、この暖房設置改造も本形式では5両全車に行われている。

### 1990年代以降の改造

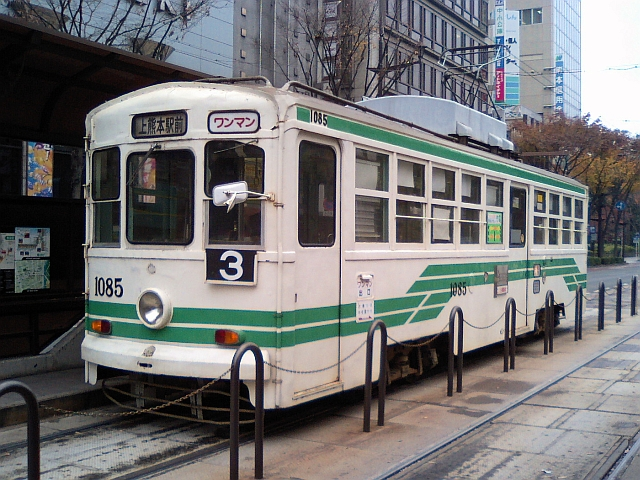
方向幕更新前の1085号（2007年）

他形式と共通の改造であるが、1990年代施工の改造には、1991年（平成3年）4月からの列車無線導入に伴う機器設置、1998年（平成10年）3月からの乗車カード「TO熊カード」導入に伴う乗降口へのカードリーダー設置がある。
2000年代以降の市電全車共通の改造には以下のものがある。
- 常時記録型ドライブレコーダー設置 - 2010年度（平成22年度）施工[25]。
- 方向幕更新 - 2011年（平成23年）3月の系統名変更ならびにラインカラー設定に伴う。A系統が赤、B系統が青、その他臨時系統が黄色とされそれぞれ色付き方向幕に変更[20]。
- ICカードリーダー設置 - 2014年（平成26年）3月のICカード乗車券「でんでんnimoca」導入に伴う[26]。

さらに2012年度（平成24年度）より本形式を含む旧型半鋼製車22両を対象に、2015年度（平成27年度）までの4年計画で乗降口ステップ嵩上げ、内外装の再塗装、シート・床の張替えなどからなる「市電車両リフレッシュ事業」が行われた。

## 廃車
7両が製造された1080形であるが、廃車が進んでおり、2018年4月1日現在の在籍は2両 (1081・1085) に限られる。
最初の廃車は1977年（昭和52年）3月31日付で、前年導入の連接車5000形2編成の代替として1086・1087号の2両が廃車された。冷房化が始まる前の廃車であることからこの2両は冷房化されていない。冷房車についてはしばらく5両とも運行されたが、1990年代に入ると廃車が始まった。まず1993年（平成5年）4月1日付で1084号が廃車。さらに超低床電車9700形の3次車導入に先立つ2001年（平成13年）1月31日付で1082号および1083号が廃車された。

## 車体塗装の変遷

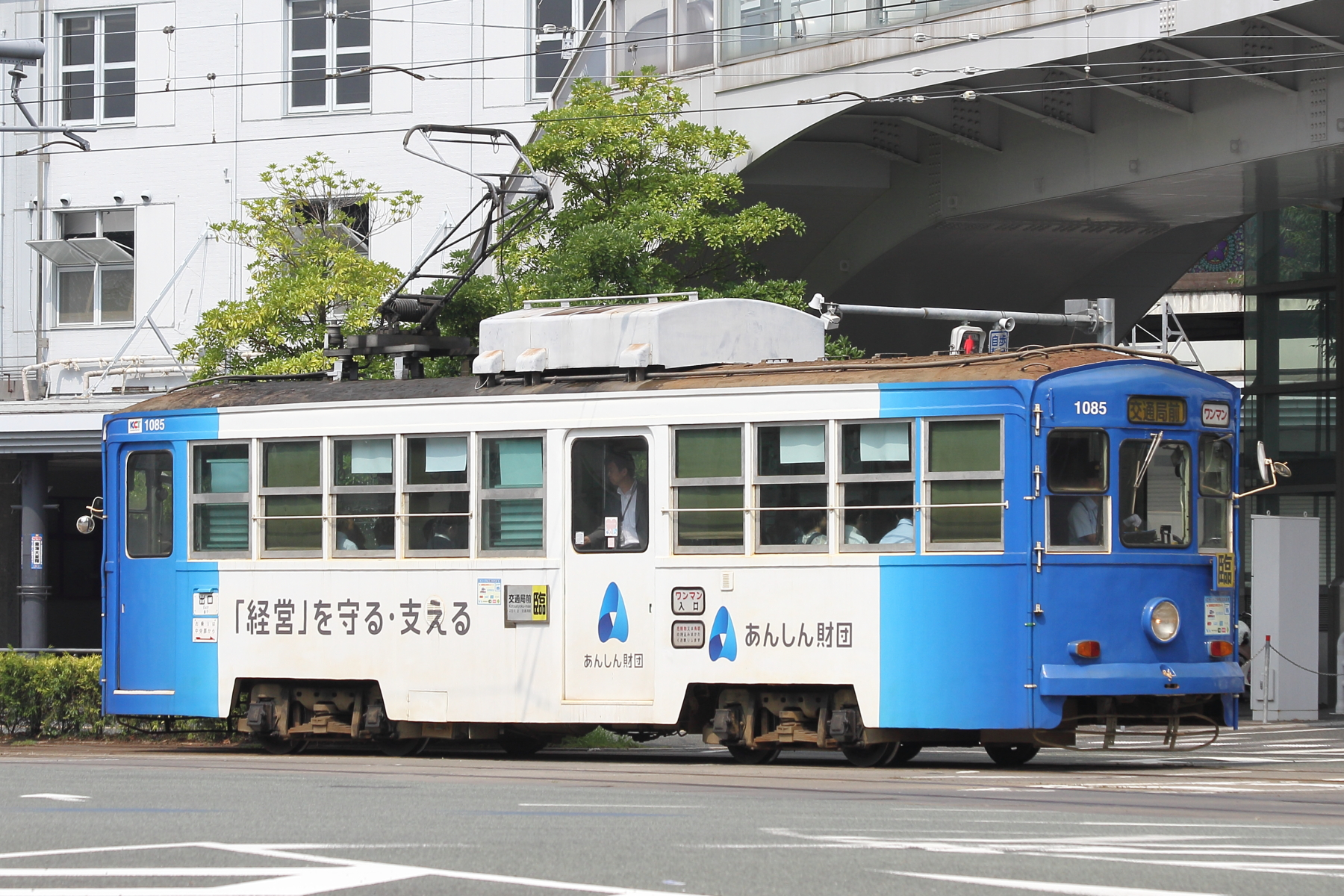
広告電車の例
あんしん財団の広告電車（1085号・2018年）

新造時の車体塗装は、当時のボギー車の共通塗装である、下部をパープルブルー、上部をクリーム色、屋根部分をライトグリーンに塗ったものであった。その後ワンマンカー改造の際にクリーム色を基調とし紺色の帯を巻いた塗装に変わった。1980年代には帯の色を緑色に変えたものもあり、これらのクリーム色に紺色ないし緑色の帯を巻くのが半鋼製旧型車グループの標準塗装であった。
1989年（平成元年）、熊本市制100周年および熊本市交通局開局65周年の記念事業の一環として市電塗装デザインコンテストが開催され、1084号と1090形1093号・1200形1201号・1350形1351号の4両がデザイン車両として9月23日から運転を開始した。1084号のデザインは、虹のかかる空と緑の山（阿蘇山をイメージ）を描いたデザインであった。
1990年（平成2年）、半鋼製旧型車グループに1980年代導入の8200形・8500形に準じた、アイボリーに緑の帯を巻いた塗装の車両が出現した（第1号は1090形1097号）。この塗装がグループの標準色となり、本形式では1994年（平成6年）4月時点で1081号・1083号がこの標準色に変更されているが（1084号は廃車済み）、1082号・1085号はこれとは別の、上半分を緑・下半分をアイボリーとし境目に赤色の帯を巻いた1992年度（平成4年度）の特別塗装であった。1085号に関しては2000年（平成12年）2月に標準色に塗り替えられ、1082号は翌年廃車となったため、本形式の塗装は標準色のみとなっている。
塗装とは別に、熊本市電では1999年（平成11年）4月にフィルムラッピングによって全面広告電車が復活した。本形式についても広告電車として用いられることがある。

## その他
1081号から1083号の3両は1951年から1954年まで3年存在した「新木南車輌」が最後に納入した車両である。唯一残る1081号かつては車両中央扉左下部に新木南車輛製を語る楕円形の円盤が取付られていたが現在は撤去されているため、確認することができない。また、1084号からは「日本鉄道自動車株式会社」から「東洋工機」への社名変更後、初の導入車である。

## 車歴一覧表
| 旧車号 | 製造      | 製造所     | ワンマンカー改造 | ワンマンカー改造 | 冷房改造   | 廃車                                           |
| 旧車号 | 製造      | 製造所     | 新車号           | 改造年           | 冷房改造   | 廃車                                           |
| ------ | --------- | ---------- | ---------------- | ---------------- | ---------- | ---------------------------------------------- |
| 181    | 1954年4月 | 新木南車輌 | 1081             | 1967・68年       | 1979・80年 | 稼働車・なお2025年の2403置き換えで運行離脱する |
| 182    | 同上      | 同上       | 1082             | 同上             | 同上       | 2001年1月31日                                  |
| 183    | 1954年9月 | 同上       | 1083             | 同上             | 同上       | 2001年1月31日                                  |
| 184    | 同上      | 東洋工機   | 1084             | 同上             | 同上       | 1993年4月1日                                   |
| 185    | 同上      | 同上       | 1085             | 同上             | 同上       | 2024年ドア故障により運行離脱                   |
| 186    | 同上      | 新木南車輌 | 1086             | 同上             | 同上       | 1977年3月31日                                  |
| 187    | 同上      | 同上       | 1087             | 同上             | 同上       | 1977年3月31日                                  |